# Liste der Naturdenkmale in Oybin
Die Liste der Naturdenkmale in Oybin umfasst Naturdenkmale der sächsischen Gemeinde Oybin.

## Definition
„Naturdenkmäler sind rechtsverbindlich festgesetzte Einzelschöpfungen der Natur oder entsprechende Flächen bis zu fünf Hektar, deren besonderer Schutz erforderlich ist
1. aus wissenschaftlichen, naturgeschichtlichen oder landeskundlichen Gründen oder
2. wegen ihrer Seltenheit, Eigenart oder Schönheit.“

„§ 18 – Naturdenkmäler – (zu § 28 BNatSchG)
(1) Die Erklärung nach § 22 Abs. 1 BNatSchG von Teilen von Natur und Landschaft als Naturdenkmal erfolgt durch Rechtsverordnung oder Einzelanordnung.
(2) Über § 28 Abs. 1 BNatSchG hinaus können Naturdenkmäler zur Sicherung von Lebensgemeinschaften oder Lebensstätten von im Bestand gefährdeten oder streng geschützten Arten festgesetzt werden.“

## Liste
Diese Auflistung unterscheidet zwischen Flächennaturdenkmalen (FND) mit einer Fläche bis zu 5 ha (bei Verordnung nach DDR-Recht auch mehr) und Einzel-Naturdenkmalen (ND).
Link zu einem Kartenansichtstool, um Koordinaten zu setzen.
| Bild                          | Bezeichnung                   | Lage                               | Beschreibung | Datum | Nummer |
| ----------------------------- | ----------------------------- | ---------------------------------- | ------------ | ----- | ------ |
| Fotos hochladen               | 2 Eiben am Eschengrundweg 2   | (50° 50′ 4,9″ N, 14° 43′ 34″ O)    | ND           |       |        |
| mehr Fotos \| Fotos hochladen | Großer Wetterstein            | (50° 50′ 13,4″ N, 14° 44′ 52,5″ O) | ND           |       |        |
| mehr Fotos \| Fotos hochladen | Felsgebilde Brütende Henne    | (50° 50′ 54,2″ N, 14° 45′ 45,7″ O) | ND           |       |        |
| mehr Fotos \| Fotos hochladen | Felsentor                     | (50° 50′ 58,4″ N, 14° 45′ 41,7″ O) | ND           |       |        |
| Fotos hochladen               | Nordwand des Oybin            | (50° 50′ 42,6″ N, 14° 44′ 35,6″ O) | FND (2,1 ha) |       |        |
| mehr Fotos \| Fotos hochladen | Basaltgang am Johannisstein   | (50° 50′ 4,4″ N, 14° 43′ 6″ O)     | ND           |       |        |
| Fotos hochladen               | Linde an der Gabler Straße 13 | (50° 49′ 30,8″ N, 14° 46′ 4,6″ O)  | ND           |       |        |
| mehr Fotos \| Fotos hochladen | Wald an der Alten Hainstraße  | (50° 50′ 7,8″ N, 14° 43′ 47,1″ O)  | FND (1,8 ha) |       |        |
| mehr Fotos \| Fotos hochladen | Muschelsaal                   | (50° 49′ 58″ N, 14° 44′ 58,1″ O)   | ND           |       |        |
| Fotos hochladen               | Hang an der Birkwiese         | (50° 49′ 32,4″ N, 14° 45′ 26″ O)   | FND (0,3 ha) |       |        |
| mehr Fotos \| Fotos hochladen | Felsgebilde Auerhahn          | (50° 51′ 0″ N, 14° 45′ 27,2″ O)    | ND           |       |        |
| mehr Fotos \| Fotos hochladen | Kelchsteine                   | (50° 49′ 59,7″ N, 14° 44′ 29,9″ O) | ND           |       |        |
| mehr Fotos \| Fotos hochladen | Felsgebilde Schildkröte       | (50° 50′ 57,1″ N, 14° 45′ 41,5″ O) | ND           |       |        |
| Fotos hochladen               | Eibe an der Gabler Straße 9   | (50° 49′ 33,2″ N, 14° 46′ 9,6″ O)  | ND           |       |        |